# NFL Scouting Combine

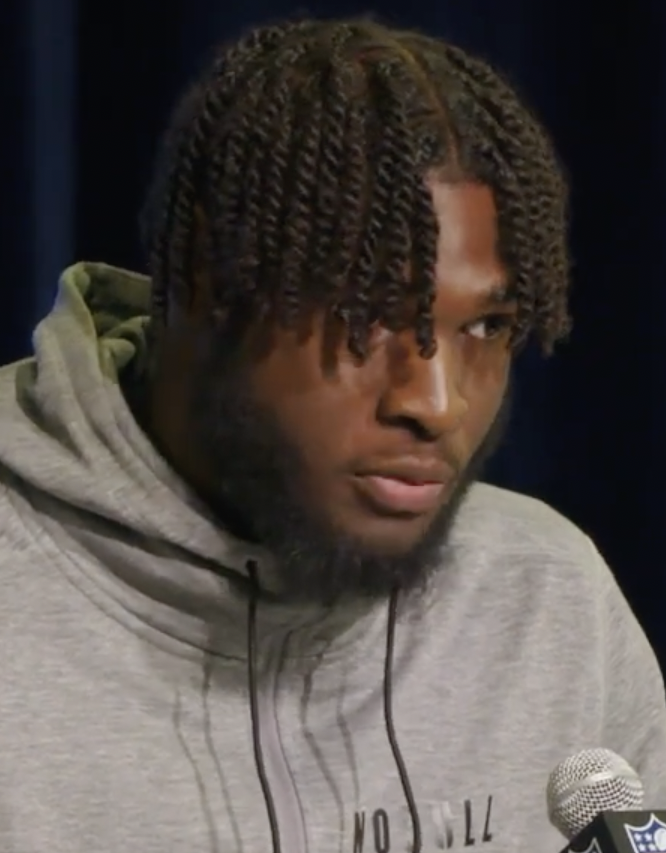
Will Anderson Jr. s'adressant à la presse présente au NFL Combine 2023.

Le NFL Scouting Combine ou NFL Combine est un événement sportif survenant chaque février au Lucas Oil Stadium à Indianapolis. Pendant une semaine, les joueurs de football américain universitaire effectuent, sur invitation, des tests physiques et mentaux devant des responsables de la National Football League (NFL) : entraîneurs, directeurs généraux et recruteurs. Cela leur permet de montrer leurs compétences en situation afin d'être sélectionnés à la draft de la NFL suivante.
Le sprint de 40 yards, la détente verticale, le développé couché, le saut en longueur sans élan, un test de dépistage de drogue, le test Wonderlic et des entretiens comptent par exemple parmi les tests effectués. Le choix des activités dépend du poste du joueur.

## Tests et évaluations
Les tests et évaluations du NFL Scouting Combine comprennent,,:
- Sprint de 40 yards
- Développé couché - barre de musculation à 102 kg
- Détente verticale
- Saut en longueur sans élan
- 20-yard shuttle - sprint de 20 yards entrecoupé de deux changements inverses de direction
- Three-cone drill - course entre trois cônes placés à cinq yards l'un de l'autre tout en formant un angle droit
- 60-yard shuttle aussi appelé "Test de Léger" sur 60 yards
- Exercices spécifiques selon le poste du joueur
- Entretiens - chaque équipe réalise un maximum de 60 entretiens avec un intervalle de 15 minutes
- Evaluation de l'état physique et des blessures
- Test de dépistage de drogue
- Test Cybex aussi appelé "test isocinétique" - mesure de la force musculaire[4]
- Test Wonderlic - test d'intelligence pour les recrutements sportifs